# 46e bataillon de chasseurs alpins
Le 46e bataillon de chasseurs alpins (46e BCA) est une unité militaire dissoute de l'infanterie alpine française (chasseurs alpins) qui participa notamment à la Première Guerre mondiale.

## Création et différentes dénominations
- 1914 : création le 23 août du 46e bataillon alpin de chasseurs à pied (46e BACP),
- 1916 : devient le 46e bataillon de chasseurs alpins (46e BCA),
- 1917 : dissolution le 15 novembre du bataillon.

## Historique des garnisons, campagnes et batailles

### Première Guerre mondiale
Mobilisé à Nice, c'est le bataillon de réserve du 6e BCA (son numéro d'ordre est obtenu en ajoutant 40 au numéro de son bataillon d'origine).

#### Rattachements successifs
Le 46e BCA est mobilisé à Nice au sein de la 129e brigade de la 65e division d'infanterie. Il est ensuite affecté à la 41e division d'infanterie, puis à la 47e division d'infanterie en décembre 1914 et enfin à la 66e division d'infanterie en mai 1916 jusqu'à sa dissolution.

#### 1914
- Vosges : Thaon-les Vosges(25/08) , bois de Saint-Dié, Moriville, bois de Norton, Clézentaine, col du Sur, Boulay, Moncel, Bargemont(sept-déc) ;

#### 1915
- Vosges (janv-juin) : La Trouche, La Halte, le Chemin de la Croix de Malfosse, les Quatre Sapins, puis opération au Linge (juin), Braunkopf, Metzeral, le Bois Noir, le Reichsackerkopf (juillet), Ampfersbach (oct-déc) .

#### 1916
- Vosges (janv-avr) : Ampfersbach puis secteur de Metzeral (juillet).
- Bataille de la Somme (août) : Maurepas , tranchées de la Pestilence et du Bois Vieux, Rancourt, Le Forest, puis la Ferme Rouge, le bois de Saint Pierre Vaast (oct) .
- Vosges (nov-déc) : secteur des Lacs, Noirmont, côte 650, le Ravin des Pois .

#### 1917
Bataille du Chemin des dames (Aisne, à partir d'avril) : carrières des Romains, ferme de Beaugilet, tranchée de Lutzow, tranchées de l'enclume et du marteau, bastion de Chevreux, tranchée de la mandoline puis en juin carrière de Craonne, tranchée de Montmirail et en juillet-août : tranchées de la gargousse et du couteau (au sud de la ferme de la Royère). Septembre-Octobre : Vailly-sur-Aisne, Chassemy, Rouge-Maison, bataille de la Malmaison, bois du veau. Le bataillon est dissout le 15 novembre 1917.

### Insigne
Il n'existe pas d'insigne pour le 46e BCA.

### Drapeau
Comme tous les autres bataillons et groupes de chasseurs, le 46e BCA ne dispose pas d'un drapeau propre. (Voir le drapeau des chasseurs). Son fanion est décoré de la Croix de guerre 1914-1918 avec 1 palmes et 2 étoiles de vermeil.

### Décorations
Le 46e BCA a reçu la fourragère aux couleurs du ruban de la Croix de Guerre.

### Chant
Refrain
« Les boches, on les aura ! Quand on voudra !»

## Chefs de corps
- Capitaine PETETIN .à la création en août 1914

## Sources et bibliographie
- Bataillon de chasseurs durant la grande guerre.
- Historique du 46e bataillon de chasseurs alpins : campagne 1914-1918, Paris, Librairie Chapelot, 28 p., lire en ligne sur Gallica.